# Мільот Рашица
Мільот Рашица (алб. Milot Rashica, нар. 28 червня 1996, Вучітрн) — косовський та албанський футболіст, атакувальний півзахисник турецького «Бешикташа».

## Клубна кар'єра
Народився у Вучітрні, Рашица дебютував за головну команду «Вуштррії» в 16-річному віці. В серпні 2013 року після перегляду у «Генті» він відмовився від пропозиції клубу та дебютує в головній команді «Вуштррії».
У вересні 2013 року, після отримання травми, Рашица поїхав у Ганновер для лікування і повернувся на батьківщину до свого клубу тільки в наступному році. Влітку 2014 року проходив перегляд у клубах «Ганновер 96» та Уніон (Берлін), але з жодним з них так і не підписав контракту.

### Вітессе
10 вересня 2014 року Рашица прибув на перегляд до молодіжної команди клубу «Вітессе». 10 лютого 2015 року він підписав 3-річний контракт з арнемським клубом, який ставав чинним з 1 липня того ж року, за чутками цей трансфер нідерландському клубу обійшовся в 300 000 євро.
У складі свого нового клубу Рашица дебютував на професійному рівні 30 липня 2015 року, замінивши в другому таймі Уроша Джорджевича, на той час його команда поступалася з рахунком 0:3 у виїзному матчі третьому кваліфікаційному раунді Ліги Європи УЄФА 2015/16 проти «Саутгемптона». В Ередивізі Мільот дебютував 9 серпня, вийшовши у стартовому складі команди у матчі проти Віллема II, у тому поєдинку Рашица віддав гольовий пас на Дениса Олійника, а матч завершився нічиєю 1:1.
Мільот Рашица забив свій перший м'яч у футболці Вітессе 20 вересня 2015 року у ворота «Де Графсхапу», і, таким чином, встановив остаточний переможний рахунок для свого клубу, 3:0. А 18 грудня Мільот оформив свій перший дубль, сталося це в товариському матчі проти «Твенте», на стадіоні «Гелредом», «Вітессе» в тому матчі здобув перемогу з рахунком 5:1.

### Вердер
31 січня 2018 року Рашица за 7 мільйонів євро перейшов до німецького «Вердера».

## Кар'єра в збірній
В жовтні 2012 року Рашицу було викликано головним тренером збірної Албанії U-17 Джемалем Мустеданагичем для участі в матчі кваліфікаційного раунду до Чемпіонату Світу з футболу U-17 проти збірної Італії, в якому Мільот дебютував під 18-им номером, проте албанці поступилися італійцям з рахунком 0:1. П'ять днів по тому він забив 5-ий матч косоварів у ворота Ліхтенштейну, той матч завершився з рахунком 6:0 на користь Косово; загалом він зіграв 3 поєдинки та забив 1 м'яч, але албанці припинили боротьбу на груповій стадії, після того як посіли в цій групі третє місце.
7 листопада 2014 року головний тренер збірної Албанії U-19 Алтін Лала викликав Рашицу до збірної для участі в кваліфікаційному раунді до юнацького чемпіонату Європи з футболу (U-19) 2015. Він зіграв проти Данії, Португалії та Уельсу, проте албанці знову припинили боротьбу в турнірі.
28 серпня 2015 року Реді Юпі включив Рашицу до складу молодіжної збірної Албанії для участі в матчах кваліфікації до молодіжного чемпіонату Європи з футболу проти Ізраїлю та Португалії. 3 вересня він відіграв 90 хвилин у матчі, який завершився нічиєю 1:1, але пізніше привіз у свої ворота пенальті, який реалізував Ендрі Чекічі.
Мільот дебютував за головну команду збірної Албанії 29 березня 2016 року у матчі товариському матчі проти Люксембургу, який албанці виграли з рахунком 2:0. Рашица в тому поєдинку вийшов на поле в другому таймі замість Ледіана Мемушая. Свій єдиний повний матч у футболці албанської збірної він відіграв 29 травня проти Катару, збірна Албанії в тому поєдинку перемогла з рахунком 3:1.
15 серпня 2016 року стало відомо, що Мільот Рашица буде виступати за збірну Косова. 5 березня Рашица дебютував за збірну Косова в матчі кваліфікаційного раунду до чемпіонату світу з футболу 2018 проти Фінляндії на стадіоні «Верітас» в Турку, який завершився нічиєю 1:1.

## Статистика виступів

### Клубна
Станом на 23 жовтня 2016
| Клуб              | Сезон             | Чемпіонат         | Чемпіонат | Чемпіонат | Кубок | Кубок | Єврокубки | Єврокубки | Інші | Інші | Загалом | Загалом |
| Клуб              | Сезон             | Дивізіон          | Ігри      | Голи      | Ігри  | Голи  | Ігри      | Голи      | Ігри | Голи | Ігри    | Голи    |
| ----------------- | ----------------- | ----------------- | --------- | --------- | ----- | ----- | --------- | --------- | ---- | ---- | ------- | ------- |
| Вуштррія          | 2013/14           | Суперліга Косова  | 5         | 2         | —     | —     | —         | —         | —    | —    | 5       | 2       |
| Вуштррія          | 2014/15           | Суперліга Косова  | 16        | 7         | —     | —     | —         | —         | —    | —    | 16      | 7       |
| Вуштррія          | Загалом           | Загалом           | 21        | 9         | —     | —     | —         | —         | —    | —    | 21      | 9       |
| Вітессе           | 2015/16           | Ередивізі         | 31        | 8         | 1     | 0     | 2         | 0         | —    | —    | 34      | 8       |
| Вітессе           | 2016/17           | Ередивізі         | 9         | 0         | 1     | 1     | —         | —         | —    | —    | 10      | 1       |
| Вітессе           | Загалом           | Загалом           | 40        | 8         | 2     | 1     | 2         | 0         | —    | —    | 44      | 9       |
| Усього за кар'єру | Усього за кар'єру | Усього за кар'єру | 61        | 17        | 2     | 1     | 2         | 0         | —    | —    | 65      | 18      |

1. ↑  Виступ(и) в Лізі Європи

## Титули і досягнення
- Чемпіон Косово (1):

«Вуштррія»: 2013-14
- Володар Кубка Нідерландів (1):

«Вітессе»: 2016-17
- Чемпіон Туреччини (1):

«Галатасарай»: 2022-23
- Володар Кубка Туреччини (1):

«Бешикташ»: 2023–24
- Володар Суперкубка Туреччини (1):

«Бешикташ»: 2024